# Midlothian (Texas)
Midlothian è un centro abitato degli Stati Uniti d'America, situato nella contea di Ellis dello Stato del Texas.
La popolazione era di 18.037 persone al censimento del 2010.

## Geografia fisica
Midlothian è situata a 32°28′49″N 96°59′22″W (32.480169, -96.989350).
Secondo lo United States Census Bureau, ha un'area totale di 98.1 km² (37.9 sq mi), di cui 37,7 miglia quadrate (98 km²) di terreno e 0,2 miglia quadrate (0,52 km²) (0.50%) d'acqua.

## Società

### Evoluzione demografica
Secondo il censimento del 2010 la densità di popolazione era di 362,5 persone per miglio quadrato (76,6/km²), con una popolazione totale di 18.037 persone. C'erano 6.138 unità abitative a una densità media di 74 per miglio quadrato (28,6/km²). La composizione etnica della città era formata dall'88,5% di bianchi, il 3,6% di afroamericani, lo 0,4% di nativi americani, lo 0,8% di asiatici, lo 0,1% di isolani del Pacifico, il 4,2% di altre razze, e il 2,4% di due o più etnie. Ispanici o latinos di qualunque razza erano il 15,2%.
C'erano 4.963 nuclei familiari di cui il 46,0% aveva figli di età inferiore ai 18 anni, il 63,1% erano coppie sposate conviventi, il 12,7% aveva un capofamiglia femmina senza marito, e il 19,1% erano non-famiglie. Il 15,5% di tutti i nuclei familiari erano individuali e il 4,7% aveva componenti con un'età di 65 anni o più che vivevano da soli. Il numero di componenti medio di un nucleo familiare era di 2,94 e quello di una famiglia era di 3,26.
La popolazione era composta dal il 34,1% di persone con meno di 19 anni, il 5,2% di persone dai 20 ai 24 anni, il 30,1% di persone dai 25 ai 44 anni, il 22,7% di persone dai 45 ai 64 anni, e il 7,7% di persone di 65 anni o più. L'età media era di 32,1 anni. Per ogni 100 femmine c'erano 96,6 maschi.
Secondo il censimento del 2000 il reddito medio di un nucleo familiare era di 49.464 dollari, e quello di una famiglia era di 55.055 dollari. I maschi avevano un reddito medio di 37.151 dollari contro i 27.209 dollari delle femmine. Il reddito pro capite era di 19.329 dollari. Circa il 4,4% delle famiglie e il 6,3% della popolazione erano sotto la soglia di povertà, incluso l'8,2% di persone sotto i 18 anni e l'8,0% di persone di 65 anni o più.